# Wialikaje Babina
Wialikaje Babina (biał. Вялікае Бабіна; ros. Большое Бабино, Bolszoje Babino, pol. hist. Babino) – wieś na Białorusi, w obwodzie witebskim, w rejonie orszańskim, w sielsowiecie Wysokaje, przy drodze republikańskiej R87.

## Historia
W XIX i w początkach XX w. położone było w Rosji, w guberni mohylewskiej, w powiecie orszańskim, w gminie Wysokie. Następnie w granicach Związku Sowieckiego. Od 1991 w niepodległej Białorusi.